# Concorso Lirico Internazionale di Portofino - CLIP
Il Concorso Lirico Internazionale di Portofino (CLIP) è una competizione canora annuale per giovani cantanti lirici provenienti da tutto il mondo di età compresa fra 18 e 32 anni. La competizione si svolge dal 2015 a Portofino e la giuria è composta da direttori e casting manager di importanti teatri d’opera italiani ed europei. Fin dalla prima edizione il Concorso ha visto come presidente di giuria il Maestro Dominique Meyer, Sovrintendente del Teatro alla Scala di Milano.
Il Concorso è organizzato dall'Associazione Bottesini.

## Giuria
- Dominique Meyer, Wiener Staastoper e Teatro alla Scala di Milano (edizioni: I,II,III,IV,V,VI,VII,VIII, IX,X)
- Peter de Caluwe, La Monnaie/de Munt di Bruxelles (edizioni: I,II,III,IV,V,VI,VII,VIIII, IX,X)
- Fortunato Ortombina, Gran Teatro La Fenice di Venezia (edizioni: I,II)
- Tobias Richter, Grand Théâtre de Genève (edizioni: I)
- Jochen Schönleber, Rossini in Wildbad (edizioni: I)
- Patricia Cuesta, Ópera de Oviedo (edizioni: I)
- Evamaria Wieser, Festival di Salisburgo e Opera di Chicago (edizioni: II)
- Gianni Tangucci, Accademia del Teatro del Maggio Musicale Fiorentino (edizioni: II,III,IV,V,VI,VII,VIII, IX, X)
- Eva Kleinitz, Opéra National du Rhin e Staatsoper Stuttgart (edizioni: II,III)
- Alessandro di Gloria, Teatro Massimo di Palermo (edizioni: III)
- Christophe Ghristi, Théâtre du Capitole de Toulouse (edizioni: III)
- Sophie de Lint, Dutch National Opera & Ballet di Amsterdam (edizioni: IV,V,VI,VII)
- Olga Kapanina, Teatro Bol'šoj di Mosca (edizioni: IV,V)
- Valerio Tura, New National Theatre Tokyo (edizioni: IV,VI)
- Annette Weber, Opera di Amburgo (edizioni: V)
- Claudio Orazi, Teatro Carlo Felice di Genova (edizioni: VI,VII,VIII, IX, X)
- Christina Scheppelmann, Seattle Opera (edizioni: VII)
- Caroline Wielpütz, Theater an der Wien (edizioni: VII,VIII, IX)
- Jonathan Friend, Metropolitan Opera New York (edizioni: VIII, IX,X)
- Cristiano Sandri, Teatro Regio di Parma (edizioni: VIII, IX, X)
- Eline De Kat, Opera de Monte Carlo (edizioni: X)

## Vincitori

### I Edizione 2015
| NOME COGNOME          | VOCE           | NAZIONE | PREMIO                       |
| --------------------- | -------------- | ------- | ---------------------------- |
| Maria Nazarova        | Soprano        | Russia  | Primo Premio                 |
| Gavan Ring            | Baritono       | Irlanda | Secondo Premio               |
| Karina Kheruntc       | Mezzo Soprano  | Russia  | Terzo Premio                 |
| Valentina Mastrangelo | Soprano        | Italia  | Premio miglior voce italiana |
| Mikhail Timoshenko    | Basso/Baritono | Russia  | Premio del pubblico          |

### II Edizione 2016
| NOME COGNOME        | VOCE          | NAZIONE       | PREMIO                                    |
| ------------------- | ------------- | ------------- | ----------------------------------------- |
| Lilly Jørstad       | Mezzo Soprano | Russia        | Primo Premio                              |
| Kim Hankyol         | Baritono      | Corea del Sud | Secondo Premio                            |
| Svetlana Moskalenko | Soprano       | Russia        | Terzo Premio                              |
| Alessandro Abis     | Basso         | Italia        | Premio della giuria                       |
| Azer Zada           | Tenore        | Azerbaijan    | Premio del pubblico Premio Città di Crema |

### III Edizione 2017
| NOME COGNOME             | VOCE          | NAZIONE       | PREMIO                                     |
| ------------------------ | ------------- | ------------- | ------------------------------------------ |
| Raehann Bryce-Davis      | Mezzo Soprano | Usa           | Primo Premio(ex aequo) Premio del pubblico |
| Szilvia Vörös            | Mezzo Soprano | Ungheria      | Primo Premio(ex aequo)                     |
| Benjamin Cho             | Baritono      | Corea del Sud | Secondo Premio(ex aequo)                   |
| Alexander Raslavet       | Basso         | Bielorussia   | Secondo Premio(ex aequo)                   |
| Chiara Isotton           | Soprano       | Italia        | Terzo Premio(ex aequo)                     |
| Ilya Silchukou           | Baritono      | Bielorussia   | Terzo Premio(ex aequo)                     |
| Mariam Pirtskhalaishvili | Soprano       | Georgia       | Premio della giuria                        |
| Yulia Mennibaeva         | Soprano       | Russia        | Premio Città di Crema                      |

### IV Edizione 2018
| NOME COGNOME      | VOCE     | NAZIONE    | PREMIO                                                                   |
| ----------------- | -------- | ---------- | ------------------------------------------------------------------------ |
| Ivan Ayon Rivas   | Tenore   | Perù       | Primo Premio Premio SIAA Foundation Premio Rapallo Opera Festival        |
| Siyabonga Maqungo | Tenore   | Sud Africa | Secondo Premio                                                           |
| Biagio Pizzuti    | Baritono | Italia     | Terzo Premio(ex aequo)                                                   |
| Benedetta Torre   | Soprano  | Italia     | Terzo Premio(ex aequo) Premio del pubblico Premio Rapallo Opera Festival |
| Louise Foor       | Soprano  | Belgio     | Premio Under 25(ex aequo)                                                |
| Marigona Qerkezi  | Soprano  | Kosovo     | Premio Under 25(ex aequo)                                                |
| Olga Dyavid       | Soprano  | Ucraina    | Premio del pubblico                                                      |
| Egle Šidlauskaite | Soprano  | Lituania   | Premio Città di Crema                                                    |

### V Edizione 2019
| NOME COGNOME       | VOCE          | NAZIONE        | PREMIO                                                                                       |
| ------------------ | ------------- | -------------- | -------------------------------------------------------------------------------------------- |
| Federica Guida     | Soprano       | Italia         | Primo Premio(ex aequo) Premio del pubblico Premio giuria media Premio Rapallo Opera Festival |
| Gemma Summerfield  | Soprano       | Regno Unito    | Primo Premio(ex aequo)                                                                       |
| Veronica Marini    | Soprano       | Italia         | Secondo Premio(ex aequo)                                                                     |
| Chuan Wang         | Tenore        | Cina           | Secondo Premio(ex aequo) Premio Rapallo Opera Festival                                       |
| Szymon Mechlinski  | Baritono      | Polonia        | Terzo Premio(ex aequo) Premio SIAA Foundation                                                |
| Ambroisine Bré     | Mezzo Soprano | Francia        | Terzo Premio(ex aequo)                                                                       |
| Paolo Antonio Nevi | Tenore        | Italia         | Premio Under 25                                                                              |
| Zlata Khershberg   | Mezzo Soprano | Russia/Israele | Premio della giuria                                                                          |
| Dara Savinova      | Mezzo Soprano | Estonia        | Premio Città di Crema                                                                        |
| Yajie Zhang        | Mezzo Soprano | Cina           | Premio Città di Crema                                                                        |

### VI Edizione 2020
| NOME COGNOME        | VOCE          | NAZIONE     | PREMIO                                                                      |
| ------------------- | ------------- | ----------- | --------------------------------------------------------------------------- |
| Caterina Maria Sala | Soprano       | Italia      | Primo Premio                                                                |
| Andrea Pellegrini   | Basso         | Italia      | Secondo Premio Premio New Generation Festival                               |
| Katleho Mokhoabane  | Tenore        | Sud Africa  | Terzo Premio(ex aequo)                                                      |
| Alexandra Lowe      | Soprano       | Inghilterra | Terzo Premio(ex aequo)                                                      |
| Martina Russomanno  | Soprano       | Italia      | Premio Under 25 Premio Rapallo Opera Festival Premio Mascarade Opera Studio |
| Orjuela Niño Andrea | Mezzo Soprano | Colombia    | Premio del pubblico                                                         |

### VII Edizione 2021
| NOME COGNOME          | VOCE           | NAZIONE             | PREMIO                                                              |
| --------------------- | -------------- | ------------------- | ------------------------------------------------------------------- |
| Nykyta Ivasechko      | Baritono       | Ucraina             | Primo Premio                                                        |
| Dave Monaco           | Tenore         | Italia              | Secondo Premio Premio miglior cantante italiano Premio del pubblico |
| Michael Smith Brent   | Basso          | Stati Uniti         | Terzo Premio                                                        |
| Jasmin Delfs          | Soprano        | Germania            | Premio Under 25                                                     |
| Melissa Zgouridi      | Mezzosoprano   | Brasile Stati Uniti | Premio Eva Kleinitz                                                 |
| Gabriela Gołaszewska  | Soprano        | Polonia             | Premio Eva Kleinitz Premio "NoName" by Raffaella Curiel             |
| Yisae Choi            | Basso/Baritono | Corea del Sud       | Premio Eva Kleinitz                                                 |
| Marvic Monreal        | Soprano        | Malta               | Premio Rapallo Opera Festival Premio Lithuanian Opera & Ballet      |
| Carolina López Moreno | Soprano        | Germania            | Premio Rapallo Opera Festival                                       |

### VIII Edizione 2022
| NOME COGNOME           | VOCE         | NAZIONE    | PREMIO                                      |
| ---------------------- | ------------ | ---------- | ------------------------------------------- |
| Fleuranne Brockway     | Mezzosoprano | Australia  | Primo Premio Premio Miglior Voce Italiana   |
| Paula Iancic           | Soprano      | Romania    | Secondo Premio                              |
| Ilya Silchuck          | Baritono     | Russia     | Terzo Premio (ex aequo)                     |
| Amin Ahangaran         | Basso        | Iran       | Terzo Premio (ex aequo) Premio del Pubblico |
| Arianna Manganello     | Mezzosoprano | Italia     | Premio Under 25                             |
| Maria Laura Iacobellis | Soprano      | Italia     | Premio Miglior Cantante Italiano            |
| Sakhiwe Mkosana        | Baritono     | Sud Africa | Premio Eva Kleintz                          |
| Andrei Maksimov        | Baritono     | Russia     | Premio Eva Kleinitz                         |

### IX Edizione 2023
| NOME COGNOME          | VOCE         | NAZIONE     | PREMIO                                                         |
| --------------------- | ------------ | ----------- | -------------------------------------------------------------- |
| Nina Van Essen        | Mezzosoprano | Paesi Bassi | Primo Premio Miglior Voce Femminile                            |
| Flavia Striquer       | Soprano      | Brasile     | Secondo Premio                                                 |
| Anton Beliaev         | Baritono     | Russia      | Terzo Premio                                                   |
| Maria Kokareva        | Soprano      | Russia      | Premio Under 25                                                |
| Alessia Panza         | Soprano      | Italia      | Premio Miglior Cantante Italiano Premio Rapallo Opera Festival |
| Lorenzo Martelli      | Tenore       | Italia      | Premio Tenore Emergente                                        |
| Mihai Damian          | Baritono     | Romania     | Premio Eva Kleinitz                                            |
| Vanessa Waldhart      | Soprano      | Austria     | Premio Eva Kleinitz                                            |
| Vladyslav Buialskyi   | Baritono     | Ucraina     | Premio Eva Kleinitz                                            |
| Marianna Hovhannisyan | Soprano      | Armenia     | Premio Eva Kleinitz Premio del Pubblico                        |

### X Edizione 2024
| NOME COGNOME      | VOCE         | NAZIONE  | PREMIO                                    |
| ----------------- | ------------ | -------- | ----------------------------------------- |
| Elmar Hauser      | Controtenore | Svizzera | Primo Premio                              |
| Matteo Mancini    | Baritono     | Italia   | Secondo Premio                            |
| Davide Piva       | Baritono     | Italia   | Terzo Premio ex aequo                     |
| Matteo Torcaso    | Baritono     | Italia   | Terzo Premioex aequo                      |
| Isabela Diaz      | Soprano      | Cile     | Premio Voce Femminile Premio Eva Kleinitz |
| Oleh Lebedyev     | Baritono     | Ucraina  | Premio Eva Kleinitz                       |
| Marlen Bieber     | Mezzosoprano | Germania | Premio Eva Kleinitz                       |
| Matteo Guerzé     | Baritono     | Italia   | Premio Cantante Italiano                  |
| Kelsey Lauritano  | Mezzosoprano | USA      | Premio Eva Kleinitz                       |
| Aitana Sanz Pérez | Soprano      | Spagna   | Premio Under 25                           |
| Tomislav Jukić    | Tenore       | Croazia  | Premio Tenore Emergente                   |